# 内田正容
内田 正容（うちだ まさかた）は、江戸時代後期の大名である。下総小見川藩の第6代藩主を務め、小見川藩内田家の9代目当主にあたる。

## 生涯
寛政12年8月13日（1800年10月1日）、大身旗本で留守居役を務めた石河貞通の三男として生まれた。貞通は備中岡田藩主・伊東長丘の五男である。
文化13年（1816年）に、第5代藩主・内田正肥が早世したため、その養子となり家督を継いだ。同年12月には叙任された。幕府の役職として、和田倉門番、馬場先門番、半蔵門番、竹橋門番、田安門番、日光祭祀奉行などを歴任している。
しかし、天保8年8月14日（1837年9月13日）、遊郭への出入りや屋敷に芸者を招くといった不行跡が理由で、幕府の命令により長男の正道に家督を強制的に譲らされ、隠居することとなった。この際、青山にあった江戸上屋敷も収公されている。
その後は、長男・正道（享年24）、次男・正徳（享年34）、三男・正縄（享年31）の3人の息子が相次いで早世するという不幸に見舞われた。明治3年1月27日（1870年2月27日）に死去。享年71であった。

## 逸話・評価
大名でありながら刺青を施していたと言われている。この刺青も、遊郭への出入りや芸者を招いた行為と合わせて、隠居を命じられた「不行跡」の一因であったと伝えられている。

## 系譜
父母
- 実父：石河貞通（伊東長丘の五男）
- 養父：内田正肥

正室、継室
- 正室：多鶴姫（堀田正時の養女、堀田正功の娘）
- 継室：松平宗允の娘

子女
- 長男：内田正道
- 次男：内田正徳
- 三男：内田正縄
- 娘 2人